# Ранинский, Юлий Владимирович
Юлий Владимирович Ранинский (3 мая 1928 — 2001) — советский и российский архитектор и педагог. Заслуженный архитектор РСФСР, лауреат Государственной премии СССР и Государственной премии УзбССР, член-корреспондент Российской академии архитектуры и строительных наук. Доктор архитектуры, профессор Московского архитектурного института.

## Биография
Родился 3 мая 1928 года. Учился в московской школе № 545 (Хавская улица, дом 5). В школе увлекался рисованием, писал стихи. Окончив школу в 1946 году, поступил в Московский архитектурный институт (МАРХИ). Учился у В. Ф. Кринского и Л. М. Лисенко. На третьем курсе попал в группу Б. С. Мезенцева, который часто привлекал студентов к работе в своей мастерской. В 1951 году вместе с другим членом Студенческого Научного Общества МАРХИ С. С. Ожеговым совершил поездку в Бухару, Ташкент и Самарканд, где занимался обмерами старинных деревянных жилых домов, а также выполнил множество рисунков и акварелей. В 1952 году с отличием окончил МАРХИ, защитив диплом «Мост в Лужниках».
После окончания МАРХИ Ю. В. Ранинский поступил на работу в мастерскую № 13 «Моспроекта» (руководитель Б. С. Мезенцев). Принимал участие в конкурсах на памятник Победы, памятник В. И. Ленину на Ленинских горах, монумент в честь запуска первого искусственного спутника Земли, Дворец Советов на Ленинских горах и других. Участвовал в конкурсе проектов Пантеона в Москве (в составе коллектива, поощрительная премия). Автор конкурсного проекта застройки Новокировского проспекта.
Среди его проектов 1950-х годов посёлок Бурдинской ГЭС (1952), здание педагогического института в Чимкенте (1955, в соавторстве), восьмиэтажный жилой дом на Рязанском шоссе в Москве (1955, совместно с архитекторами П. А. Рощиным, Т. Т. Кравчук и инженером В. Я. Леоновым), жилой дом в Оружейном переулке в Москве (1956), реставрация и приспособление главного корпуса НИИ скорой помощи имени Н. В. Склифосовского (1955, совместно с архитектором А. А. Шайхетом), станции техобслуживания автомобилей на Варшавском и Минском шоссе (1959, совместно архитектором А. А. Шайхетом инженером Н. Ф. Митиным и технологом А. В. Дозортовым), мотели на МКАД и другие. В 1956 году, накануне VI Всемирного фестиваля молодёжи и студентов, вместе с С. С. Ожеговым нарисовал серию открыток «Привет из Москвы». В 1959—1961 годах в составе авторского коллектива принимал участие в проектировании и строительстве крупного спортивного комплекса в Джакарте (Индонезия).
В 1961—1965 годах занимался проектированием автодорожных сооружений: мотелей и кемпингов. В частности, он был одним из авторов проекта мотеля интуриста «Можайский» на пересечении Минского шоссе и МКАД. Опыт работы в этой теме нашёл отражение в его кандидатской диссертации «Здания и сооружения автотуризма», которую он защитил в 1970 году.
В числе других его проектов 1960-х годов Дом культуры ГПЗ-1 (1967—1969), Дворец культуры АЗЛК, Дворец культуры и спорта 1-го МЧЗ (все в составе коллектива).
После Ташкентского землетрясения 1966 года возглавил бригаду архитекторов, занимавшуюся восстановлением города. Его бригада осуществляла строительство в Чиланзарском районе, для которого были разработаны проекты типовых четырёхэтажных жилых домов на 40, 56 и 72 квартиры. Затем совместно с А. Г. Рочеговым, В. М. Гинзбургом, В. В. Стейскалом и другими архитекторами бригада Ю. В. Ранинского проектировала центральные жилые кварталы Ташкента. За эту работу Ю. В. Ранинский был удостоен Государственной премии Узбекской ССР.
В 1970 году Ю. В. Ранинский по предложению ЦНИИЭП торгово-бытовых зданий возглавил мастерскую по проектированию главного туристического комплекса в Суздале. В 1970—1972 годах эта мастерская разрабатывала проект главного туристического комплекса. В 1975—1976 годах Ю. В. Ранинский руководил группой постоянного надзора и одновременно занимался проектированием в Суздале. Одновременно работал над проблемой сочетания объектов культурного наследия и современной застройки городов. В 1978 году за архитектуру главного туристического комплекса в Суздале Ю. В. Ранинский был удостоен Государственной премии СССР. Опыт работы в Суздале нашёл отражение в его докторской диссертации «Историко-теоретические основы преемственности развития архитектурного ансамбля», защищенной в 1983 году.
В 1963—1964 годах прослушал курс Университета прогресса в градостроительстве при МАРХИ. В 1971—1972 годах Ю. В. Ранинский по совместительству преподавал в МАРХИ. Позднее перешёл в институт на постоянную работу. Занимал должности доцента (1973) и профессора (1976). Выполнил реорганизацию кафедры «Реконструкция и реставрация», фактически создав её заново. Возглавлял эту кафедру до конца жизни. Написал ряд трудов, посвящённых архитектурному наследию и его связи с современностью.
Автор стелы работникам Люблинского литейно-механического завода, погибшим в годы Великой Отечественной войны (1970, совместно с архитектором И. М. Каменским) и мемориальной доски народному артисту СССР А. Н. Грибову (1980, совместно со скульптором Ю. В. Александровым).
Ещё будучи студентом МАРХИ, активно занимался общественной деятельностью. Работая в «Моспроекте», в 1953—1975 годах возглавлял комсомольскую организацию института. Был одним из основателей самодеятельного ансамбля архитекторов «Кохинор», написал тексты многих его песен. В 1957 году вместе с М. А. Орловым был одним из инициаторов выпуска газеты «Моспроектовец», стал её первым редактором. В 1966—1967 годах совместно с Р. П. Алдониной, Ф. А. Новиковым и А. А. Шайхетом писал сатирическую пьесу о телевидении «По тринадцатому каналу» для Театра кукол С. В. Образцова.
В 1962—1974 годах был членом и заместителем секретаря парткома и партбюро «Моспроекта» и ЦНИИЭП. Был членом правления Московского отделения Союза архитекторов. В 1994 году избран членом-корреспондентом отделения архитектуры Российской академии архитектуры и строительных наук.

## Награды и звания
- Заслуженный архитектор РСФСР[4]
- Государственная премия СССР (1978) — за архитектуру главного туристского комплекса в Суздале (в составе коллектива)[4]
- Государственная премия Узбекской ССР имени Хамзы — за восстановление Ташкента[4]
- Медаль «За трудовое отличие»[2]
- Медаль «В ознаменование 100-летия со дня рождения Владимира Ильича Ленина»[2]

## Сочинения
- Основные принципы сохранения и использования памятников архитектуры в ансамбле город. — Москва : МАРХИ, 1980.
- Суздаль — туристский центр. — Москва : Стройиздат, 1981.
- Памятники архитектуры и градостроительства. — Москва : Высшая школа, 1988.
- Старое и новое в архитектуре городов Италии // Архитектура СССР. 1974. № 4. С. 50.
- Загадка Донского монастыря // Строительство и архитектура Москвы. 1974. № 5. С. 28-31.
- Центры исторических городов и проблемы их реконструкции // Архитектура СССР. 1974. № 5. С. 50-53.
- Исторические города Польши // Архитектура СССР. 1984. № 2, С. 105—109.
- Замоскворечье. Проблемы реконструкции // Строительство и архитектура Москвы. 1986. № 9-10.